# 虹

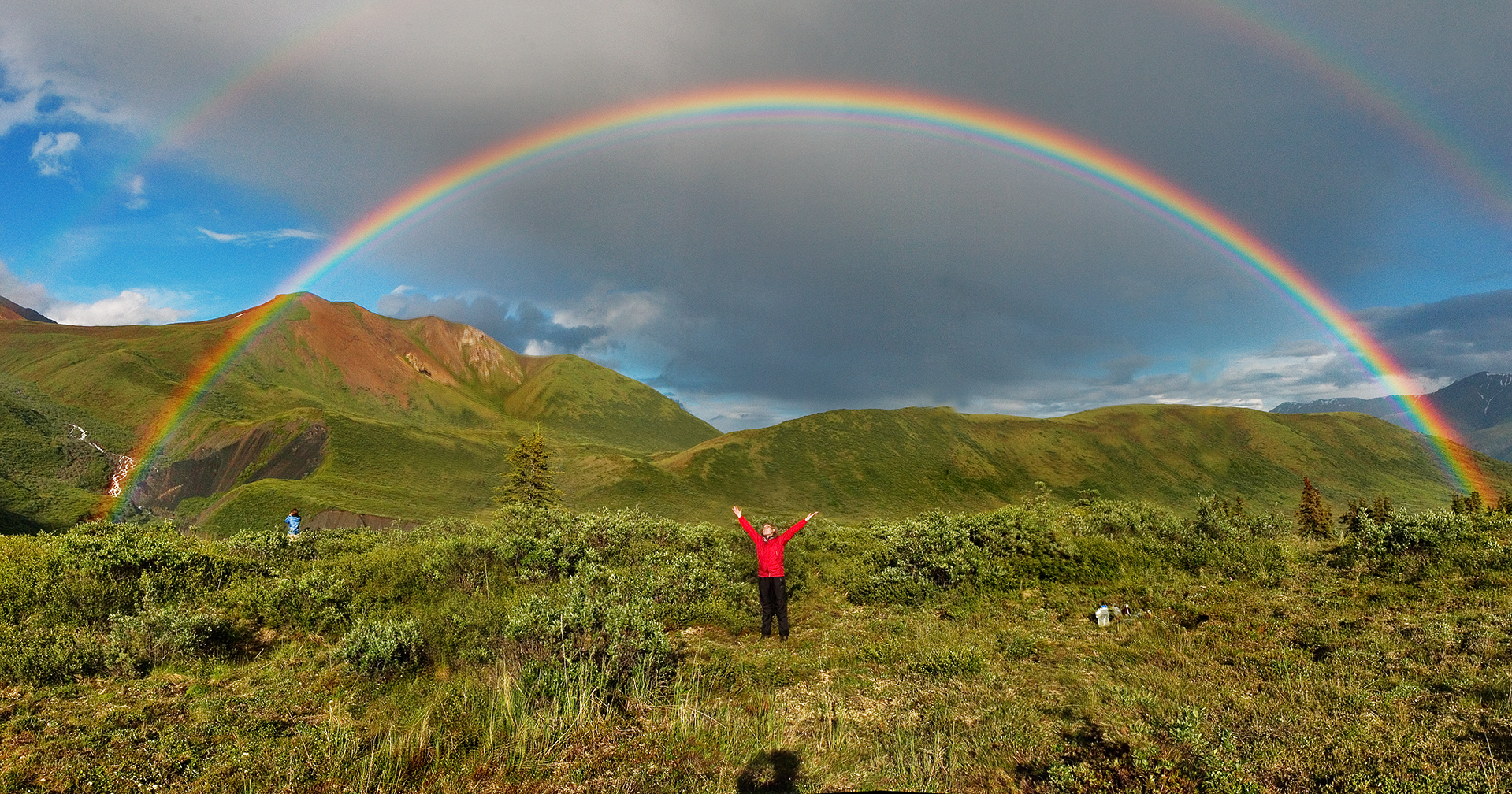
虹（画像の主虹の上部に薄く副虹が見える）

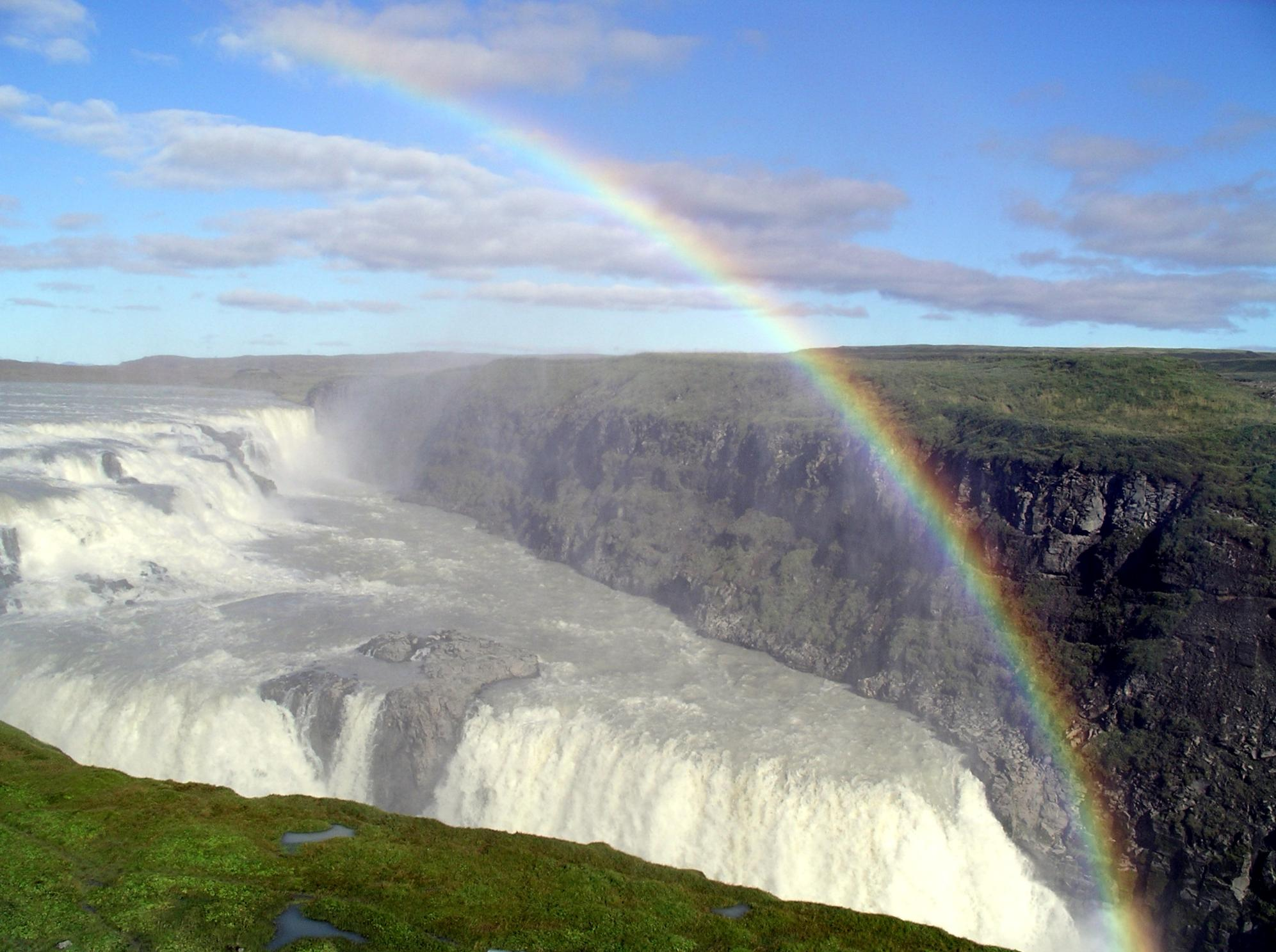
滝の水飛沫による虹（アイスランド・グトルフォス）

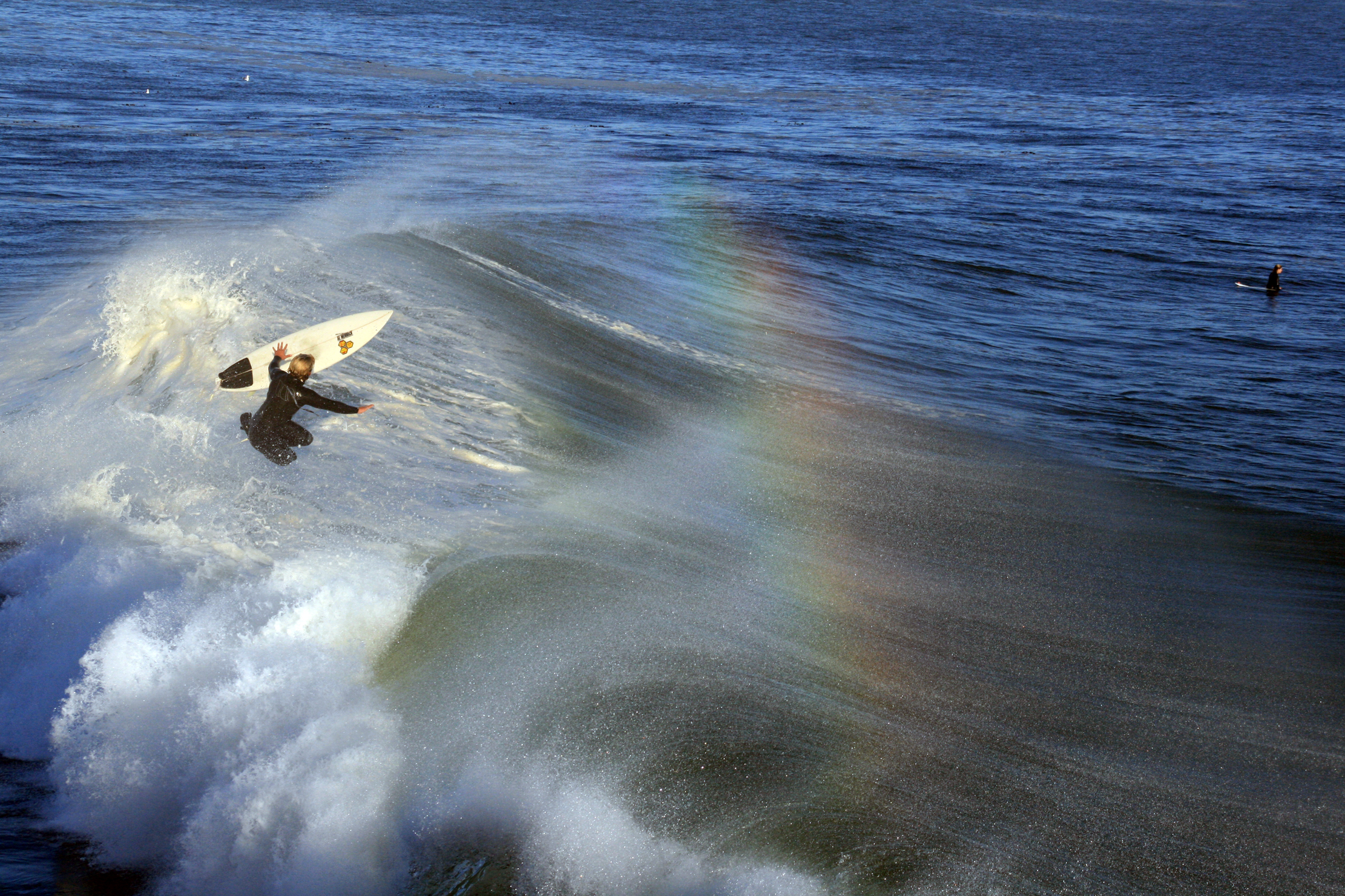
波の水飛沫による虹

虹（にじ、英: rainbow）とは、大気中に浮遊する水滴の中を光が通過する際に、分散することで特徴的な模様が見られる大気光学現象である。

## 名称
「虹」を意味する漢語表現に、虹霓（こうげい）、天弓（てんきゅう）などがある。

### 漢字
「虹」という漢字の成り立ちは、音符の「工」に意符の「虫」を加えて作られた形声文字であるとするのが『説文解字』から今日に至るまでの定説である。一方、諸橋轍次や鎌田正、藤堂明保らによる複数の文献では、蛇を意味する“虫”と『貫く』を意味する“工”を組み合わせた会意文字であり、虹を空を貫く蛇に見立てたものとして説明している。言語学者のローラン・サガールは、このように形声文字を会意文字として再解釈することを批判し、そうした俗説を信じる人々は通常中国語の歴史言語学の知識に乏しいということを指摘している。
意符として「虫」（今日では昆虫がイメージされるかもしれないが、「虫」はもともとは生物一般を表した）が選択されたのは、当時の中国では虹が生き物であると考えられていたためである（#虹「生き物」説）。中国語には「虹」以外にも虹を意味する言葉が複数あるが、それらも「蜺」「蝃」「蝀」などのように「虫」を意符とする漢字で表記されることが多い。

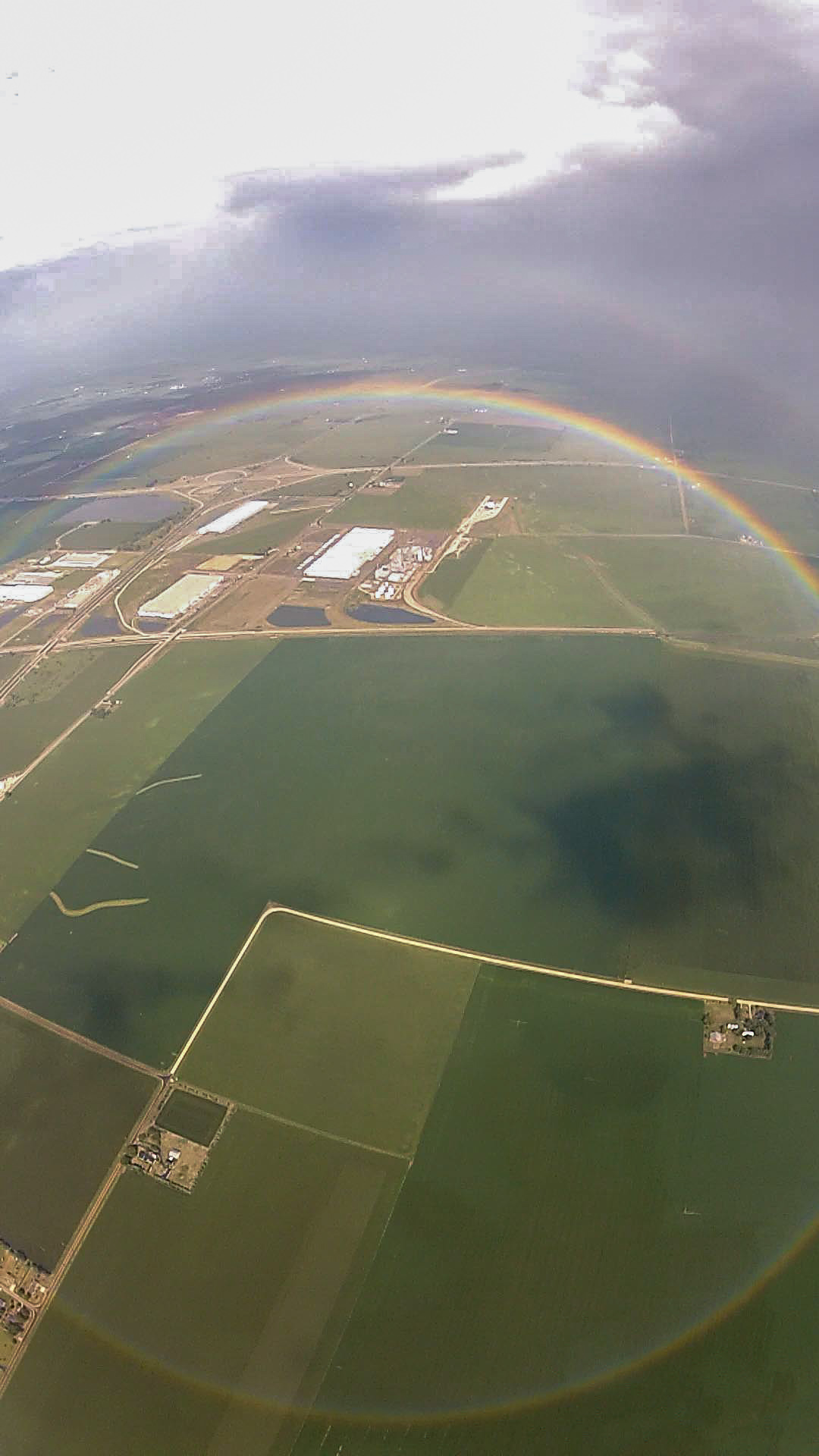
環状の虹

## 概要
虹は、円弧状の光の帯であり、帯の中には様々な色の光の束が並んでいるように見える。色の配列は決まっており、端は必ず赤と紫である。
雨上がり、水しぶきをあげる滝、太陽を背にしてホースで水まきをした時などに見ることができる。なお、月の光でも虹は見られる。

## 原理

### 虹の形状
虹が描く弧は、観察者を基点として、太陽とは正反対の方向、対日点が中心となる。対日点は、観察者から見れば地平線の下にあるので、虹は半円に見える。
飛行機周辺の空気が水蒸気を多く含んでいる場合には、窓から眼下に360度円環状の虹が見られることがある。雲海を超える高い山でも、眼下に虹が見えることがある。この飛行機や雲海の虹はブロッケン現象によるもので、光の回折で現れる。通常の虹やホースの水による虹とは原理が異なる。

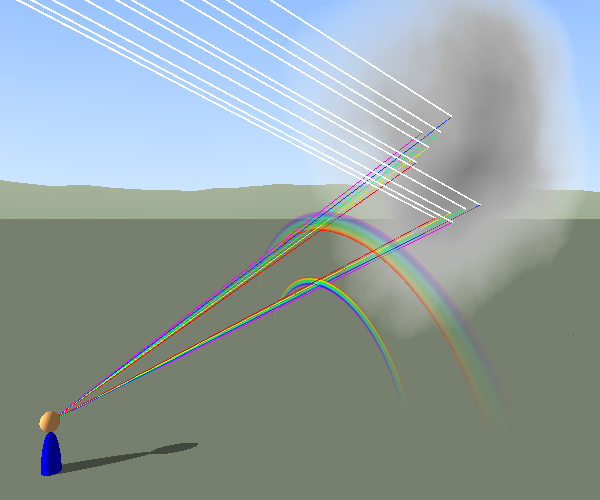
虹の仕組み（下が主虹・上が副虹）

### 主虹と副虹
主虹（しゅこう、しゅにじ）または1次の虹と呼ばれるはっきりとした虹の外側に、副虹（ふくこう、ふくにじ）または2次の虹と呼ばれるうっすらとした虹が見られることがある。主虹は、赤が一番外側で紫が内側という構造をとるが、副虹は逆に、赤が内側、紫が外側となる。
主虹は、「太陽」－「プリズムとなる水滴」－「観察者」のなす角度が40度から42度となる位置に見られる。このため、虹は太陽の反対側に見られ、太陽が高い位置にあるときは小さな虹が、夕方など太陽が低い位置にあるときは大きな虹が見られる。また、副虹は、「太陽」－「プリズムとなる水滴」－「観察者」のなす角度が51度から53度となる位置に見られる。　

### 光学的説明

虹角

虹の正体は、雨滴の内部で反射した光である。右図のように、主虹では1回、副虹では2回、光は反射し、雨滴に入るときと出るときで各1回屈折する。光の屈折率は色によって異なるため、水滴で屈折した光は分散する。このため、雨滴から出る際の進行方向は、色によって異なる。背面の太陽光に対して虹が見える角度を虹角というが、赤は約42度、紫は約40度になる。この結果、1つの雨粒からは1つの色のみが観察者の目に届く。たくさんの雨粒から「太陽」－「プリズムとなる水滴」－「観察者」のなす角度によって異なる色の光が見えた時、虹となって見える。
この角度は、空気と水との屈折率の比により主虹、副虹ともに決まっているため、太陽の高度によって見えやすさや虹の大きさが決まる。太陽高度が40度から50度よりも低いと、観察者から遠い上空の雨粒を通って虹が見えるため、大きな虹ができる。太陽高度が40度から50度よりも高いと、観察者に近い地上付近の雨粒を通って虹が見えるため、虹は小さく見えにくい。日の出や日没時の虹は水平に進む光が虹角42度で半円の虹を作る。太陽高度が42度以上になると虹は地平線下となり見えなくなる。

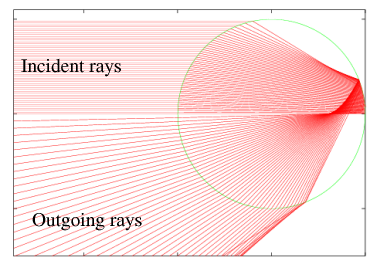
雨粒内の光の進行（主虹）。入射光 (Incident rays) が水滴内に入る高さを徐々に上げていくと、出射光 (Outgoing rays) の出る角度が変化し、ある高さで変化が逆になる。

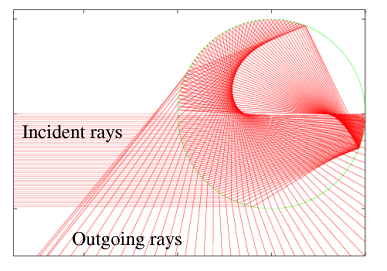
雨粒内の光の進行（副虹）。入射光の高さを徐々に下げていくと、同様の変化が起こる。

厳密には、虹はプリズムの分光と同じではなく、より複雑な現象である。水滴外の入射光を延長したラインと水滴の中心の距離（粒子衝突における衝突径数に相当。以下"{\displaystyle b}"を用いる）が異なると、光と水滴表面のなす角度が変わるため、出射光の角度も様々なものとなる。それにもかかわらず、ある波長の光が特定の角度で強くなるのは、この散乱角θがbの関数で表したときに極値を持ち、その角度では、単位角度あたりの入射光のbの範囲（つまり逆関数b(θ)の微分）が発散するからである。これを虹散乱（rainbow scattering）といい、光学だけでなく原子物理や核物理での原子虹と呼ばれる類似の現象も指している。
平たく言えば、水滴を固定して太陽光（入射光）を水平に入れ、入射光の高さを水滴の中心方向（水平）から徐々に上げていくと、太陽光が水滴から出る方向も次第に下向きになる。しかし、入射光がある高さ付近になると、太陽光が水滴から出る方向の変化が小さくなり、今度は逆に上がり始める。この高さ付近から入る太陽光はみなほぼ同じ方向に出て行くことになり、この部分だけ強い光が出て行くことになる。このような仕組みで、「太陽」－「プリズムとなる水滴」－「観察者」のなす角度が特定の角度になったときに虹が見え、色が分かれる。
理論的には、赤色B線（686.719ナノメートル）の場合には、水滴内で太陽光が、5回、6回、9回、10回、11回...（2回以外を表示）と多数反射する場合も、その散乱光が観測者の目に届くため虹として見ることも可能だが、反射回数が増えるほどその回数分だけ強度反射率（S偏光ではRs、P偏光ではRp）を掛けることになるので、水滴から出てきた散乱光は相当光が弱くなる。
理論的に強度を計算すると、2回反射して出てくる赤色B線の散乱光の場合は主虹の赤色の強度の約42.6パーセント程度だからある意味よく見えるが、5回反射の場合は約10.3パーセント、6回反射では約7.5パーセント程度だから肉眼ではほとんど観測されない。また水滴内で太陽光が3回、4回、7回、8回...と反射して出てくる散乱光を観測する場合の虹角は、4次が50.7度で太陽と反対側、5次が42.1度で太陽方向、6次が43.2度で太陽方向、7次は52.3度で太陽と反対方向、8次は31.6度で太陽と反対方向に見えることになる。このように多重の虹が存在する訳だが、実際に観測できるのは2次の副虹ですら、よほど太陽光線が強いときでないと見えないので、3次以降の虹は光が極めて弱く見ることが困難である。日本国内では沖縄で数回の撮影例がある。

### 白虹・赤虹
雨粒を構成する水滴の大きさも虹の色に影響する。水滴の半径が0.5から1ミリメートルと大きければ、紫や緑、赤がはっきり見えるが、青色は薄くなる。水滴が小さくなるにつれて赤は薄くなり、半径0.1から0.15ミリメートルでは赤は見えなくなる。そして水滴が半径0.03ミリメートルで白みを帯び、0.025ミリメートル以下になると色が分かれなくなり、白く明るい半円が見えるようになる。これを白虹（しろにじ、はっこう）という。霧や雲を構成する水滴でよく見られるので霧虹や雲虹とも言う。また、このとき朝焼けや夕焼けなどの時間帯で太陽光線が赤みを帯びていると、白虹が赤く見えることがあり、これを赤虹と呼ぶ。
白い虹に関する記述は、古くは『続日本紀』からあり、宝亀6年（775年）5月14日条において、発見が報告されている。
14世紀の『十八史略』には、白虹が太陽を横切ってかかることを兵乱の前兆と考える記述があり、ここからことわざの「白虹（はっこう）日を貫く」が生じた。

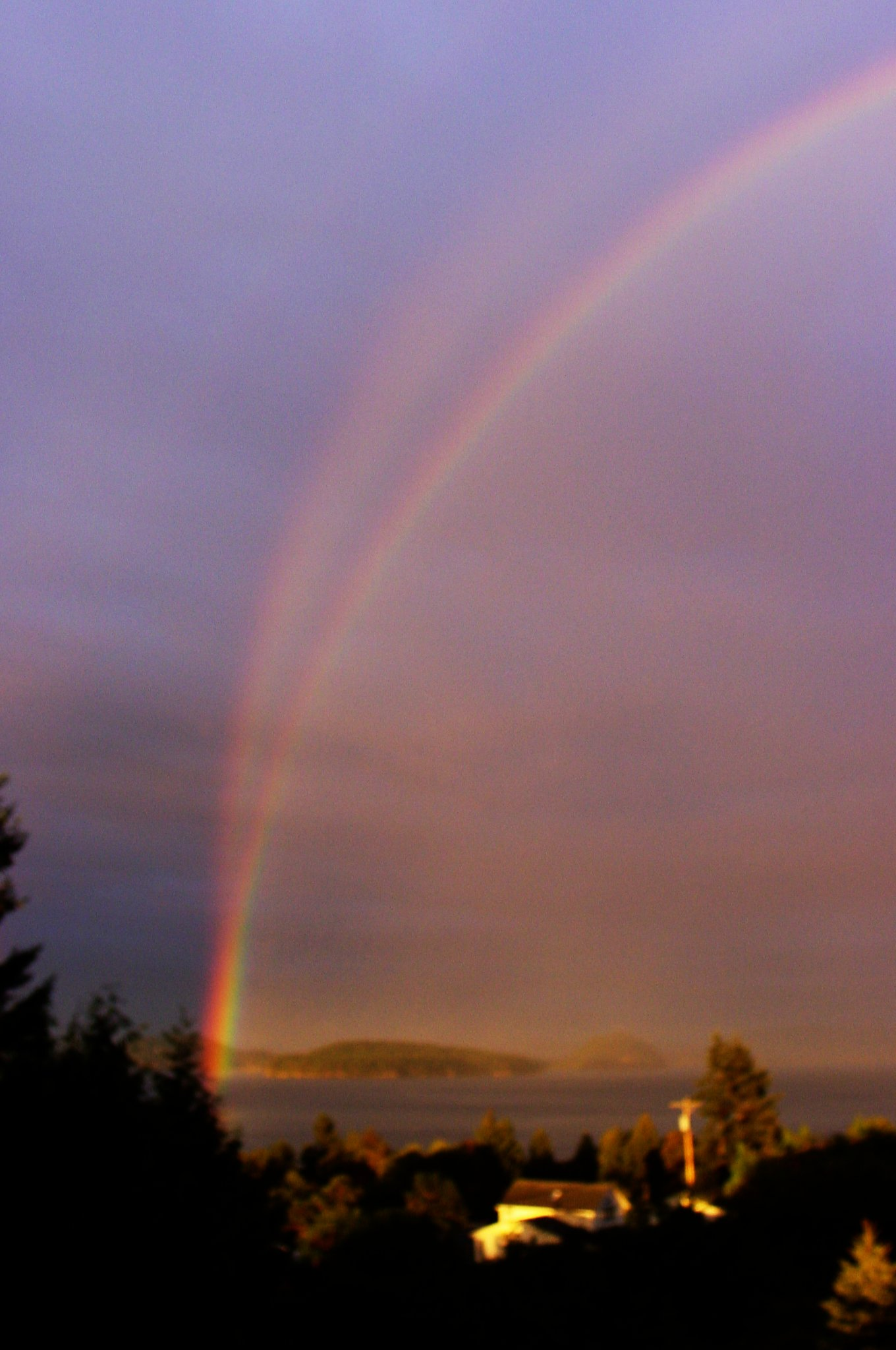
ReflectionRainbow（反射虹）

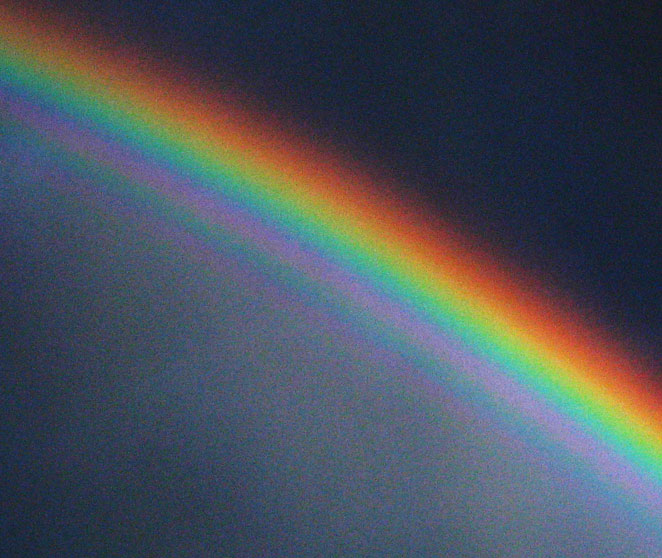
過剰虹（干渉虹）

### 暗帯
主虹と副虹の間に見える空や風景は、虹に比べて相対的に暗くなる。特に後ろの雲が真っ黒でよどんだ空だと、暗い部分がはっきりと帯状に見える。これをアレキサンダーの暗帯（アレキサンダーのあんたい、英: Alexander's dark band）あるいはアレキサンダーの帯という。これは、4次散乱に極値があることと、3次、4次共に散乱光がやってこない領域があるためである。これが主虹と副虹の間の領域となる。

### 反射虹
地表の水面などに反射した光が太陽光と同じように水滴内を通って反射すると、同じように虹ができることがある。これを反射虹という。反射虹は直接光による虹よりも高い高度に表れる。高度が高いため虹の丸みが多くなる。反射虹にも主虹と副虹がある。反射虹が描く円弧の中心は、直接光の虹とは異なるため、普通の虹と反射虹は同心円状にはならず、ずれて見える。

### 過剰虹
このほか、主虹の下側や副虹の上側に、さらに色のついた部分が淡く見えることがある。これを、余り虹（あまりにじ）、過剰虹（かじょうにじ）あるいは干渉虹（かんしょうにじ）という。これは、水滴がある大きさになったときに、太陽光が干渉して弱め合ったり強め合ったりした結果、主虹の内側の接近したところに光が強め合う部分が存在するためである。

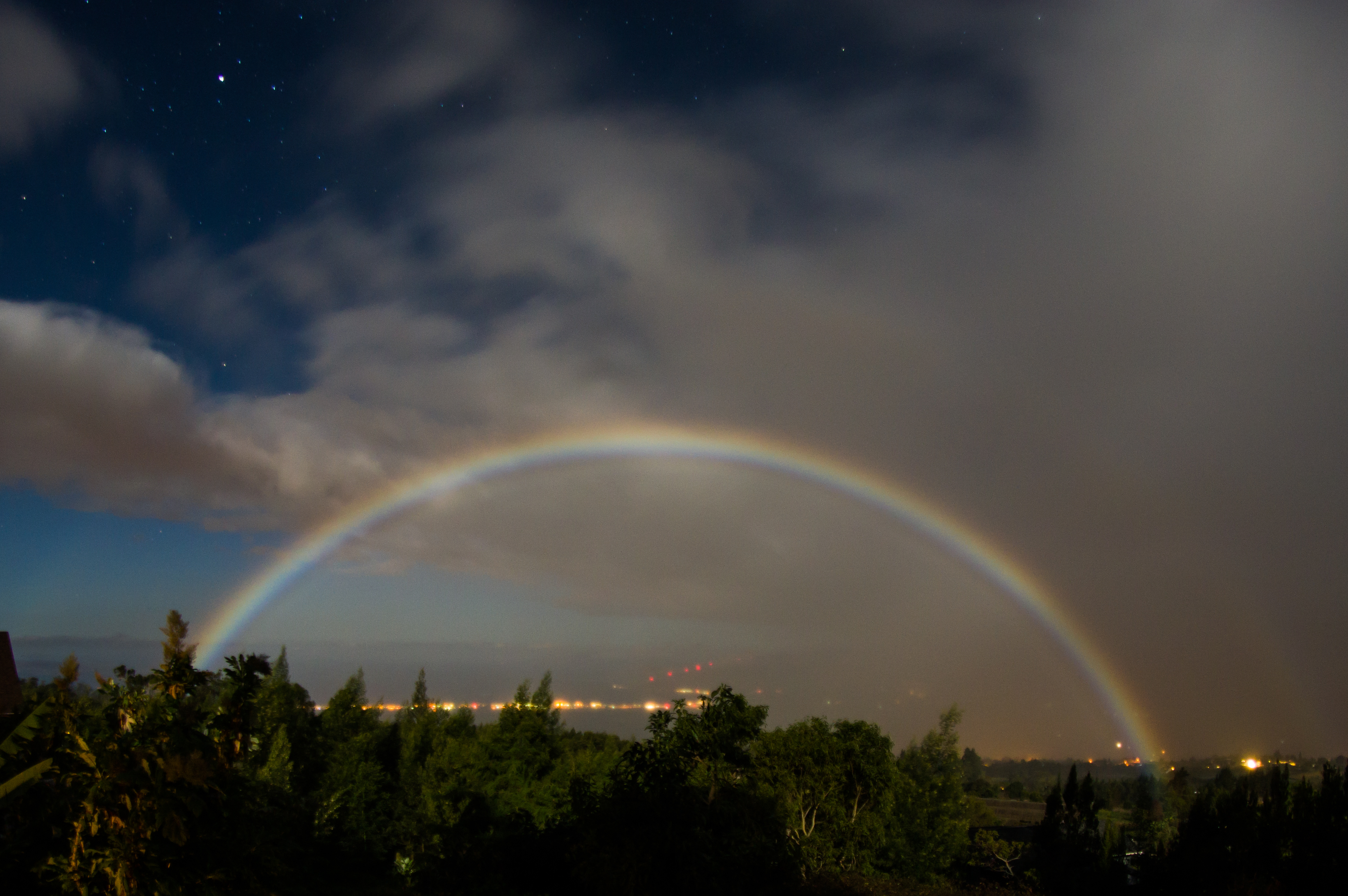
ハワイで見られた月虹（Moonbow）

### 月虹
月の光でも同様に虹ができる。この場合は月虹（げっこう、英: Moonbow）という。月虹は低空に明るい月があるなどの限られた条件でないと見られない。アリストテレスは「虹は昼間見えるが、夜にも月によって生ずる虹が見えることがある。ところが昔の人々は、そのようなものがあるとは考えていなかった。それは夜の虹はまれにしか見えないためである。（略）暗いところでは色が見えないし、多くの条件が一致しなければ見えない。その上、一か月のうち満月の一日だけに、月の出と月の入りのときにしか見られないからである。そこで我々は50年以上もの間に、ただ2回しか出会わなかった」と書いている。

## 虹の認識の歴史

### 虹「生き物」説
古代ギリシャでは紀元前300年頃まで、中国では西暦1000年頃まで、日本では西暦1200年頃まで「虹は生き物だ」と考えられていた。その後は多くの著者が「虹は生き物ではない」として「虹は生き物だ」と書く本は無くなった。中国では「蛇＝へび」「蛙＝かえる」と同様に「むしへん」を用いて「虹」と書いた。虹には「霓（げい）」という文字でも虹を表した。「虹（こう）」は「オスの虹」で「霓（げい）」は「メスの虹」の意味だった。また、古代中国の『礼記』の「月令」には「虹は3月に現れて10月に消える」という話が書かれていて、多くの本に引用されていた。この場合、虹は春に発生して秋に姿を消す虫や蛇のように考えられていた。冬に雨が少ない地域ではこのような現象が見られたと思われる。英語圏では「レインボウ」と呼ぶが、「レイン＝雨」と「ボウ＝弓」が結びついた言葉である。西洋でも東洋でも大昔から「にじは雨の子、雨の作り出すもの、雨が大好きな生き物」と思われていた。

### 虹生き物説の否定
虹が生き物ではないことを証明したのは「虹が人工的に作れる」という事実の発見だった。中国では1100年頃に「虹は物理現象だ」とする考えが始まり、宋の沈括（1031年 - 1095年）は、『夢渓筆談』（1088）に「虹はすなわち雨中の日の影なり。日が雨を照らせばこれあり」と書いた。宋の朱熹（朱子）（1130年 - 1200年）に代表される人々は「虹は太陽が雲に映った影だ」とした。紀元前300年代のギリシャのアリストテレスは、人工的に虹を作る方法を知っていた。アリストテレスは『気象論』の中で「虹は我々の視線が太陽に向かって反射するものである」と考え、虹の色は   赤、   青、   緑の三色で、赤と緑の間にはしばしば   黄色が現れると書いた。中国でも1100年前後、日本でも1650年頃には人工的に虹を作り出す方法が知られていた。滝や噴水などの水しぶきで虹ができることに気がついたことがきっかけと思われる。日本では1268年頃に書かれた『塵袋』全11巻の巻1第3項に「日が西にあれば虹は東にあり。影の映りむかいて見ゆ」と虹の生き物説を否定した。日本で初めて虹を人工的に作る方法を記したのは京都の醍醐に住んでいた医者の中川三柳（なかがわさんりゅう）（1614年 - 1684年）である。江戸時代の1714年に西川如見（1648年 - 1724年）が書いた本には「あるとき、数人の子どもたちが家の軒下で遊んでいましたが、そのうちの一人が「虹を作って遊ぼうよ」と言い出して、水をいっぱい口に入れてきました。そして斜めに差し込む日光に向かって、太陽を背にして、水をふきだし、霧のようにしました。その霧の中に虹が現れたので、みんなは喜んで代わる代わる虹を作って楽しんでいました。」とある。

### スコラ学者の発見

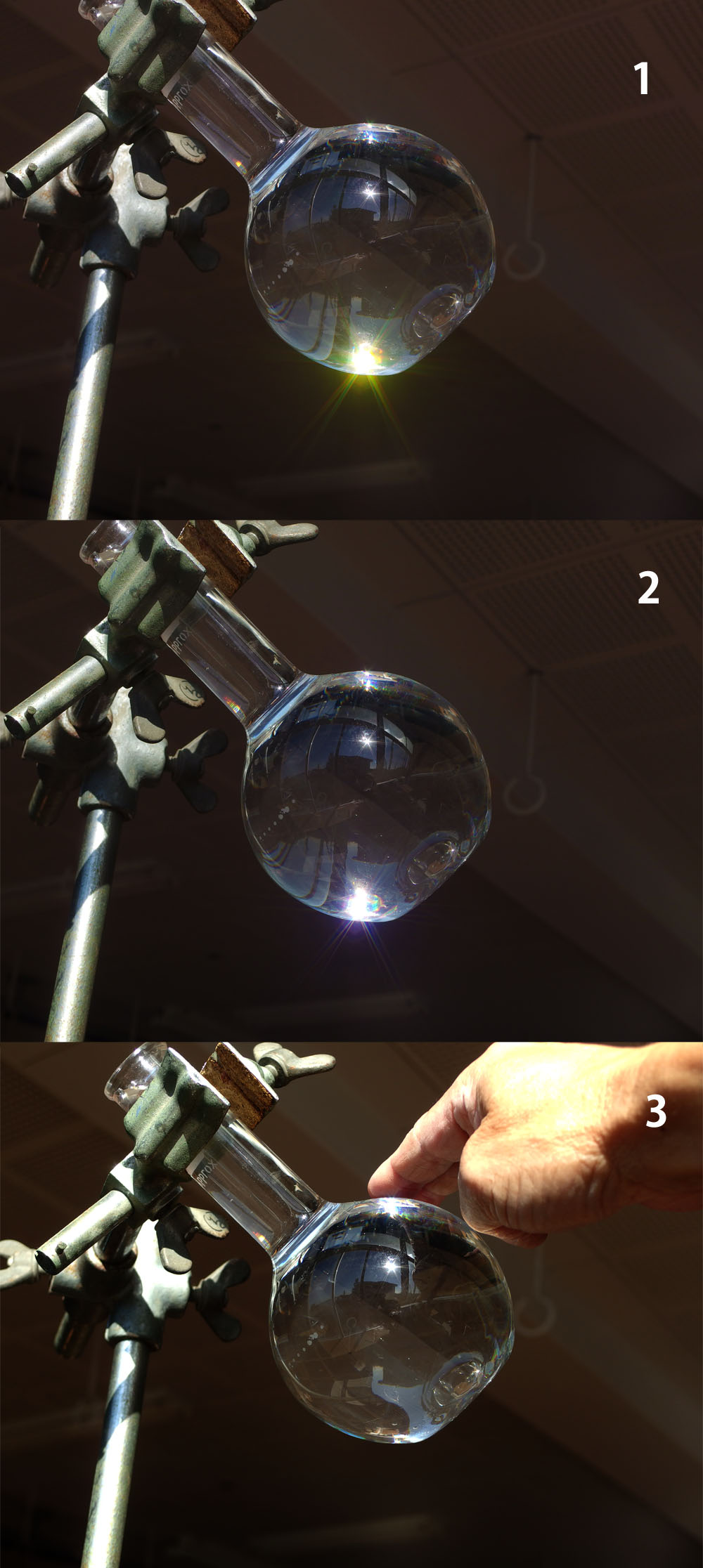
ディートリヒの虹の実験。1は水を満たしたフラスコの下部から赤い光が出ている。2はフラスコの下部から青い光が出ている。3はフラスコの上部を塞ぐと、下部の光が消えることから、フラスコの上から入った太陽光が内部で反射して下から出る光が色づいて見えることがわかる。

中国、日本、アリストレテスにも中世のスコラ学者にも解決できなかった問題は「虹の色はどうして発生するか」ということだった。アリストテレスは「ものが見えるのは目から視線が出ているだめだ」と考えていた。しかし、アリストテレスを受け継いだアラビアのイブン・ハイサム（965年 - 1039年）やイブン・シーナ（980年 - 1037年）は、「ものが目に見えるのは、その物体から出る光が目に入るからだ」と正しく理解した。イブン・ハイサムは丸いガラス容器に水を満たして光の実験も行った。
虹はキリスト教では神との契約をあらすものとされていたため、中世のスコラ学者たちは虹の研究を盛んに行った。アラビアの科学を受け継いだ中世ヨーロッパのスコラ学者アルベルトゥス・マグヌス（1193年または1206年 - 1280年）は、「虹は窓から入った光が、水を満たしたフラスコ瓶に当たって、反対の壁に跳ね返るのと似たものではないか」という考えに達した。彼は「光線は雲から落ちる雨粒によって屈折させられるが、何回もの屈折によって強められる。水の入ったガラス瓶と同じようなたくさんの水滴が、それぞれの光を屈折させはね返すのから色が付くのではないか」と考えた。ロジャー・ベーコン（1219年 - 1292年）は「虹の見える角度」を測定して、「太陽の高度が42度以上だと虹が現れない」ということを発見した。
ドイツのフライブルクのディートリヒ（1250年頃 - 1310年頃）（ラテン名はテオドリクス）は、「虹の色はどうしてできるのか」を研究していたが、ある日、蜘蛛の巣についた水滴がまるで虹のように輝いて見えることに気がついた。ディートリヒはもっと大きな水滴を作るために、丸いフラスコに水を入れて、太陽の光を当てればきれいな色が見えるかもしれないと考えて実験した。フラスコの中で反射した太陽光の光点が、フラスコの下の縁に位置するようにすると、それまで白く見えていた光が赤く変わるのを発見した。そのままフラスコを少しずつ下に下げると、光は「    赤→    黄→    緑→    青」と変化した。ディートリヒはこの色の順番が虹と同じあることを確認した。ディートリヒはさらにこの光がどこから入っているのかを確かめ、フラスコの上から入った太陽光が内部で反射して、フラスコの下の方から出ると色が付くことを発見した。ディートリヒはさらに、フラスコをもっと上に上げると、今度は下から入った光が反射して上から出る時にも色が付くことを発見し、これは副虹と同じ順番に色が見えることも確認した。

### 分光学的発見の過程

プリズムによる白色光の色分解

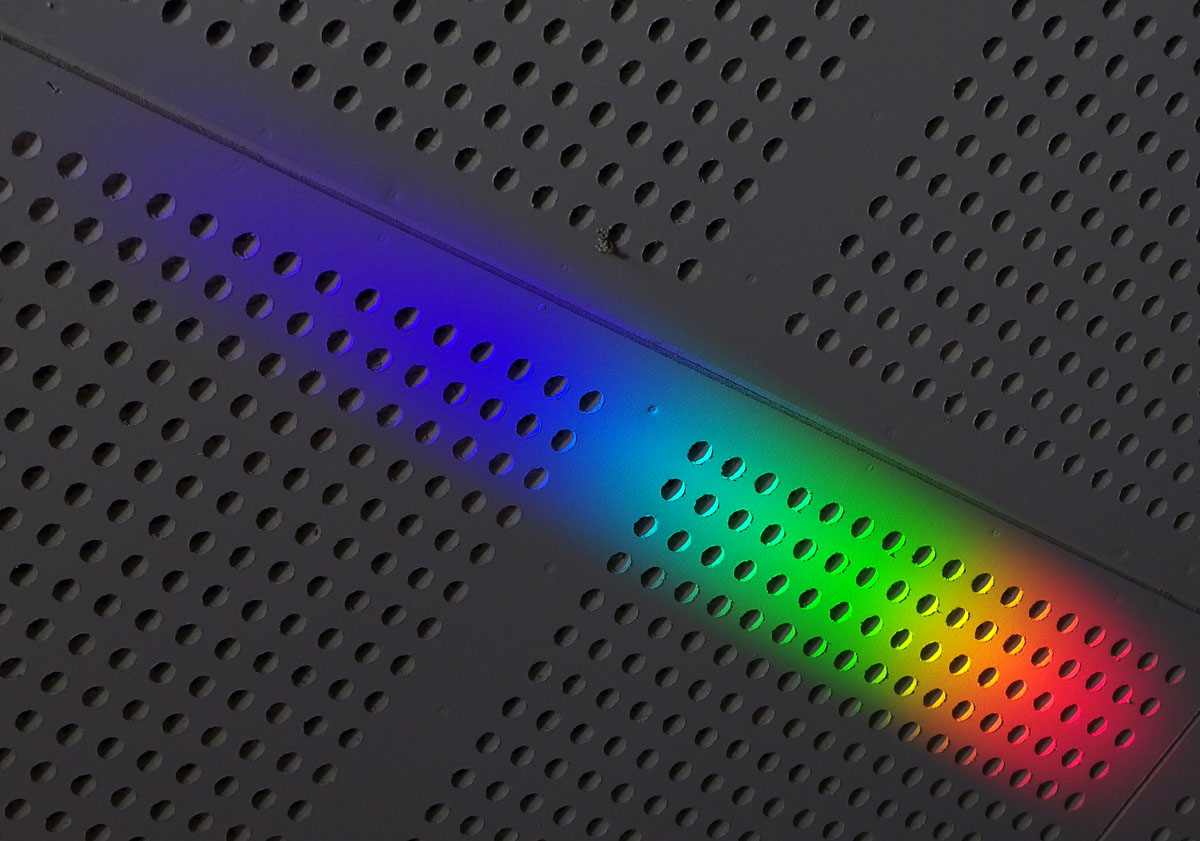
三角プリズムで分光した太陽光

1600年代に入ると望遠鏡が発明され、光の屈折の研究が本格化し、プリズムによる分光実験が注目を浴びるようになった。イタリアの科学者ガリレオ・ガリレイは1623年の『偽金鑑識官』の中で「虹はつねに太陽の動く方向と同じ方向へ動く」ことを明らかにし、「虹は太陽に同伴し、それに付き従って運動する」と書いた。
フランスの哲学者であるルネ・デカルトは1637年に刊行された『方法序説』で、虹が大気中の細かな水滴で太陽光が屈折して生じるものであることを突き止め、虹をよく調べることができるように、ディートリヒと同じく、丸いガラス瓶を水で満たしたものを使って実験を行い、虹角を42度と計算した。これらの光を再び集めれば白い光が再現されるだろうと示唆した。
その後ボヘミアのプラハ大学医学部教授のマルキ（Marci）（1595年 - 1667年）は1648年の著書でプリズムによる分光実験の結果を示し、光は屈折角の相違で分光することを示し、さらに「一度分光した光をさらに屈折させても分光しない」ことを発見した。
イギリスの物理学者であるアイザック・ニュートン（1642年 - 1727年）は、プリズム1対に凸レンズとスリットを組み合わせた実験を行い、「一度プリズムで分けた光をまた一つにまとめると、もとのような白色光になる」ということを実験で示し、「白色の太陽光線は、虹のような色の光が混じったものである」ことを完全に証明した。ニュートンはその成果を1672年に発表し、虹の色を    赤・    黄・    緑・    青・   紫 の5色とした。しかし、ニュートンは「色帯の幅が色によって異なること」が気になり、音階の7つの音の差もその幅が一定ではないことに気がつき、「光のスペクトルの色幅」と「音階の音の幅」を対照させる仮説を思いついて、スペクトルの色を7色と考えた。そこで   橙と   藍を加えて7色とした。ニュートンの『光学』は1704年に出版されたが、その本の前の方では「5色」としているが、後半では音階との対照も取り入れて7色としている。ニュートンのスペクトルと音階の対照は間違っていたため、現在では無視されているが、「7色説」の権威だけは残って後世に影響を与えた。
ニュートンはプリズムに白色光をあてると虹色が見られることから、光は様々な粒子の混合体であるという「光の微粒子説」を唱えたが、ロバート・フックやクリスティアーン・ホイヘンスなどから激しく批判された。
| ニュートンの最初の五色 | 赤 |    | 黄 | 緑 | 青 |    | 紫 |
| ニュートンの最後の七色 | 赤 | 橙 | 黄 | 緑 | 青 | 藍 | 紫 |
| 現代の七色             | 赤 | 橙 | 黄 | 緑 | 青 | 藍 | 紫 |

ニュートンはラテン語で cæruleus と indicus と記し、それぞれ blue (青)、indigo (藍) と翻訳されたが、cæruleus はセルリアンブルーの語源でもあるように、空色の意味で使い、濃い青を意味するために  indicus という新しい言葉を使ったものである。したがって現代語ではシアンと青に相当する。

## ニュートンの7色説の権威とその乗り越え

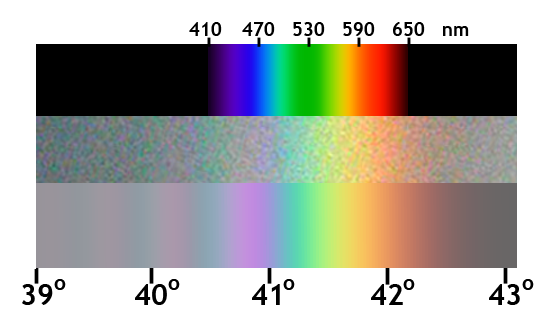
虹の拡大図。上から順に、計算上の理想的図、実際に撮影された物、コンピュータ処理済みの図。クリックで拡大

### 虹の色数は文化の問題とする説
物理学者の桜井邦朋は『考え方の風土』（1979年）の中で「虹の色の数にしても、私たちは何の疑問もなしに7と答えられるのに、アメリカでは6としか答えられないことを知ったときには、まさに、文化的風土、言い換えれば思考のパターンなどに反映される知的風土が、彼我で完全に異なるのだという有無をも言わさぬ結論を示されたようで、私にはたいへんなショックであった」と書いている。また言語社会学者の鈴木孝夫は『日本語と外国語』（1990年）の中で、欧米での同様な経験をふまえて「欧米では虹は5〜6色と思っている人が少なくない」と書いていて、「こういう認識はそれぞれの言語の背後にある文化によってもともと違うと理解した方がいいのだ」と述べた。さらに鈴木孝夫は「日本人にとっては虹の色は昔から七と決まっている。虹と言えば七色、七色と言えば虹というほど、この二つの結びつきは固い。（略）つまり日本文化の中では虹は七と決まっている。（略）このような連続的に存在する対象を、日本人が七つの離散的な部分に分節して分けるのは、多分に言語文化的な慣習のせいと言えよう」とした。生物学者の日高敏隆も「日本では七色の虹がアメリカでは六色になり、ベルギーでは五色になってしまうのは、たいへんおもしろかった」と書いた。

### 虹の七色はニュートンの影響
このような考えに対して科学史家・科学教育研究者の板倉聖宣は、「日本人の虹は七色だとする常識の方が間違っていて、欧米人の方がまともだ」と批判した。板倉は鈴木孝夫の説を否定し、日本で「虹が七色」と言われるようになったのは、幕末から明治時代初期に欧米の科学が導入されてから以後であることを明らかにした。江戸時代の人々は「紅緑の虹」と書いていたが、それは中国伝来の表記法をそのまま用いたものだった。江戸時代の西川如見（1648-1724）の絵には「紅緑の虹」として4色に彩色されたものがある。江戸後期に宇田川榕庵はニュートンの音階と虹色の対応を翻訳紹介した。明治以後の日本の学校教育では欧米から伝来した自然科学の入門書の「虹の色は七色」という記述に従って教えられることになった。明治初期に輸入され翻訳されベストセラーとなった『理学初歩』にも「虹の色はViolet、indigo、blue、green、yellow、orange、redの七色」と記されていたが、これはアメリカで書かれた入門書であった。
英語圏では虹の七色を覚えるために「Richard of York gave Battle in vain」（ヨークのリチャードの挑戦はむなしかった）という語呂合わせがある。日本でも「せき・とう・おう・りょく・せい・らん・し」と覚える方法があった。日本もアメリカも、その他の近代科学の成果を受け入れた国々なら「ニュートンの虹は七色説」が教えられた。

### アメリカでの六色への転換
欧米では1700年 - 1800年代の色彩学者のあいだでは、ニュートンの「虹は七色」説は否定されて、六色説が主流になっていた。明治中頃までには日本の色彩学者の間でも「ニュートンによる虹は七色説は誤りであり、あらゆる面から見て虹は六色とした方がいい」とされていた。日本と欧米の色彩学者の間ではニュートンの権威は決定的なものではなかった。
しかし、1938年から1949年までのアメリカの小学校理科教科書では虹は7色と教えられていた。それが6色に変わったのはバーサ・モリス・パーカー（Bertha Morris Parker）の『Teaching Manual to accompany』(1941年 - 1944年)の影響である。そこには「プリズムを設置して壁に色の帯を映します。それを教科書の虹色の帯の図と壁に映った色帯を比べさせます。」そして「どれか壁の上の色帯に見つけるのが難しい色がありますか？それはどれですか？」と問うようになっていた。そして「インディゴ（藍色）というのはほとんど青や紫と区別がつきませんね」と子どもたちに気づかせる授業を行い、「虹は七色ではなくて六色と考えた方がいい」「七色に見えなくても心配しなくてもいい」と教えるものだった。アメリカでは1948年以降の教科書にはパーカーの「虹は、水色はなしの六色」が受け入れられた。

### 日本での虹の六色説の受け入れ
第二次世界大戦後に文部省が作った理科教科書はパーカーの単元別教科書をモデルにしていたが、虹は7色として、パーカーらの考えは受け継がなかった。これによって「アメリカでは虹は6色、日本では7色」と別れることになった。
日本で「虹は6色」と書いてあるもっとも初期の本は近藤耕蔵の『日用物理学講義』（1917年：大正6年）である。近藤は「スペクトルは6色に大別するがよし」と書いた。近藤の考えは「青と菫の間に藍を入れると、この部分だけ色を細かく分けすぎることになるから、無理に藍を入れずに〈虹は6色〉としたほうがいい」というものだった。しかしその当時物理学者が書いた教科書では虹は6色と書いたものは1冊も無かった。
東北帝大の物理学教授で光学を専門にしていた愛知敬一（1880年 - 1923年）は啓蒙書の中で「虹は6色」と書いたが、そのすぐ後の記述ではゆらいで「虹は7色」説を繰り返していた。近藤の虹は6色説は、近藤の弟子以外には当時の教育関係者には受け入れられなかった。1942年の啓蒙書でも、霧吹きで作った虹の色を子どもに数えさせるお話の中で、最初に子どもに「赤、橙、黄色、緑、青、もっと濃い青、紫」と言わせて、大人が「もっと濃い青」を「藍」だと教えて、7色としている。日本でも欧米でもニュートンの権威を乗り越えられたのは、物理学者ではなく色彩学者や技術者、実業教育研究関係の教師たち、科学啓蒙家といった人々だった。
日本の分光学の専門家がスペクトルの認識を変えたのは1947年の中村清二『中村物理学・上巻』で、「色の数を数えることはできない」としながらも6色をあげている。1952年ごろまでに6色への転換が行われたが、その当時の検定教科書では大部分が虹は7色だった。専門家がニュートンの権威を乗り越えても、日本では常識の権威を越えることができなかった。また、日本では早くから虹の教育は小学校の教材ではなくなったため、高校の物理で初めてスペクトルを習うことになり、高校の物理教科書で虹は6色となっていても、その一般常識を変えることが遅れた。

## 虹のスペクトル
光の場合は波長の違いが色の違いに相当する。可視光線の波長は長い方から、6.563×10-4 mm    赤、5.893×10-4 mm    橙色、5.800×10-4 mm    黄色、5.461×10-4 mm    緑、4.861×10-4 mm    青、4.340×10-4 mm    藍色、3.968×10-4 mm    紫という順である。

## 文化
虹の色を何色とするかは、地域や民族・時代により大きく異なる。
例えば、日本では7色（    赤・   橙・   黄・    緑・    青・   藍・   紫）、アメリカやイギリスでは地方では6色（    赤・   橙・   黄・    緑・    青・   紫）、ドイツや中国では5色（   赤・   橙・    黄・    緑・   青）、パプアニューギニアなどでは2色（   赤・   黒）とされている。なお現代でも、かつての沖縄のように明、暗の2色として捉える民族は多い。
インドネシアのフローレンス島地方では、虹の色は、    赤地に   黄・   緑・    青の縞模様（色の順番としては、   赤 ・   黄・    赤・   緑・   赤 ・    青・    赤となる）とするが、この例のようにスペクトルとして光学的に定められた概念とは異なった順序で虹の色が認識されることも多い。
虹の色は言語圏によっても捉え方が異なる。実際に、ジンバブエのショナ語では虹を3色と捉え、リベリアのバッサ語を話す人々は虹を2色と考えている。このように、虹の色とはそれぞれの言語の区切り方によって異なる色の区切り方がなされるのである。
虹の色が何色に見えるのかは、科学の問題ではなく、文化の問題で、何色に見えるかではなく、何色と見るかということであるという主張もある。
台湾高地の先住民セデック族の文化として、成人儀式（男性は首狩り、女性は機織りが上手くなった証し）として、虹の入れ墨が行われた。これは祖先の国（他界）へ行くための通行手形としての意味もある。

## 伝承
ハワイのように虹が日常的にみられる地域もあるが、多くの地域では虹を見る条件が限られ世界各地で虹に関する伝説が伝承されている。
キリスト教においては虹は「神との契約」「約束の徴」を意味する（創世記9章16節）。
中国には虹を龍の姿とする言い伝えがある。明確に龍虹と呼ぶ地域（広東省増城市）や、「広東鍋の取っ手の龍」を意味する鑊耳龍（広東省台山市）と呼ぶ地域もある。
中世の日本では、虹の見える所に市場を立てた。これは市場が、天界や冥府といった他界と俗界の境界領域に立てられるものという考えに基づき、現代の感覚では理解しづらいが、墓場にすら市が立てられたのも境界領域と見られていたためであり、『万葉集』において、柿本人麻呂が亡き妻を想って、「軽の市」に行き、妻をしのぶ歌を作ったのも、こうした考え方に基づく。『枕草子』において、「おふさの市」＝虹の市が登場し、中世の書物や貴族の日記にも、虹の立つところに市を立てなければならないという観念が確認でき、これは虹が天と地の懸け橋という考え方に基づいていたためと見られ、神々が降りる場であり、それを迎える行事として市が開かれたと考えられる。また中世貴族は虹が確認されれば、陰陽道の天文博士にそれが吉凶どちらかの予兆か占わせた。ブロニスワフ・マリノフスキは、西太平洋のトロブリアンド諸島のクラと呼ばれる部族間の原始的交換儀式の際、呪術師に虹を呼び出す呪詞が唱えられる事例を報告しており、虹と原初的市の関係の古さが分かる。
虹の根元にはお宝が眠るといった言い伝えもみられる。
一方で、アイヌ民族は虹をラヨチと呼び、魔物として恐れていた（後述書 p.157）。このことに関して、中川裕は、美しいものに魔物が惹きつけられる（狙う）という考え方と関係すると指摘している（アイヌ語で魂をラマッ、死ぬことをライといい、ラ音には不吉な意味が含まれる）。

## 虹に類似した大気光学現象
学術的には虹でなくとも、色が分かれていたり、弧を描いたりしていて、一般的には虹と混同されやすい大気光学現象が多数ある。
- ブロッケン現象・光輪 - 観察者を中心として、太陽と正反対の方向にできる。虹と同様に色分かれがあり、水滴によって起こるが、光が水滴内を通過する際のメカニズムが異なる。
- 暈（かさ、うん、ハロー） - 太陽の周りにできる。虹と同様に色分かれがあるが、氷晶によって起こる点が異なる。
- 光環（光冠） - 太陽の周りにできる。色分かれはほとんど無く、光が回折することで起こる。
- 彩雲 - 雲に重なって見え、できる位置はさまざま。色分かれはほとんど無く、光が回折することで起こる。

このほかに環水平アーク、環天頂アーク、外接ハロ、幻日など、虹のように色分かれする現象は多数ある。

## 星虹
星虹（せいこう、英語: starbow）とは、光速近くで移動する宇宙船から星空を眺めると、ドップラー効果と特殊相対性理論の効果によって、星の見かけの位置が進行方向前方に移動し、進行方向を中心とした同心円状に星の色が変化して虹のように見える、といわれている現象である。英語のスターボウ（starbow）は、雨が作る弓型であるrainbowから、星が作る弓型という意味で作られた造語。また星虹はその直訳語である。
通過する救急車のサイレンや、電車内から聴く踏切の警報など、音源からの距離が連続的に変化することで周波数を圧縮・延伸され、音が歪んで聞こえる現象（ドップラー効果）は日常的に体感することができるが、これらの音波と同じように、相対的に接近し遠ざかってゆく星々から、飛行中の宇宙船に向かって飛んで来る光の波長が圧縮・延伸されることにより色が歪んで見えるため、全体が虹の様に色を帯びて目に映るのではないかと仮説したもの。
しかし、仮に全ての恒星などからの光がすべて単一の波長であるならば赤から紫まで明瞭に色が分かれた虹に見えるであろうが、実際には様々な星が様々な波長の光を放出しているため、七色に分かれた一般の虹のように見えることはない。星のスペクトルを黒体輻射と仮定してドップラー効果による色変化を検証した科学論文によれば、ドップラー効果による色変化は星温度の変化と同様で虹にもドーナツ状にもならないことが示されている。シミュレーションソフトで再現した場合も進行方向に明るく青っぽくなり、側方、後方の星は赤く暗くなる色変化は観測されるが星虹は出現しない。
いずれにせよ亜光速で飛行できる宇宙船が実際に在ると仮定した場合にのみ、観測が可能となる空想科学上の現象であり、現代の科学技術ではそのような宇宙船はまだ理論の上にも現されていない。

## 虹に関する表現・意味

### デザイン・意味
色彩やデザインにおいては、虹のように多色を規則的に並べる技法がある。このとき規則的に並んだ色を「虹色」と呼ぶことがある。
虹には「幸運の前触れ」や「願い事をかなえてくれる存在」とい意味がある。

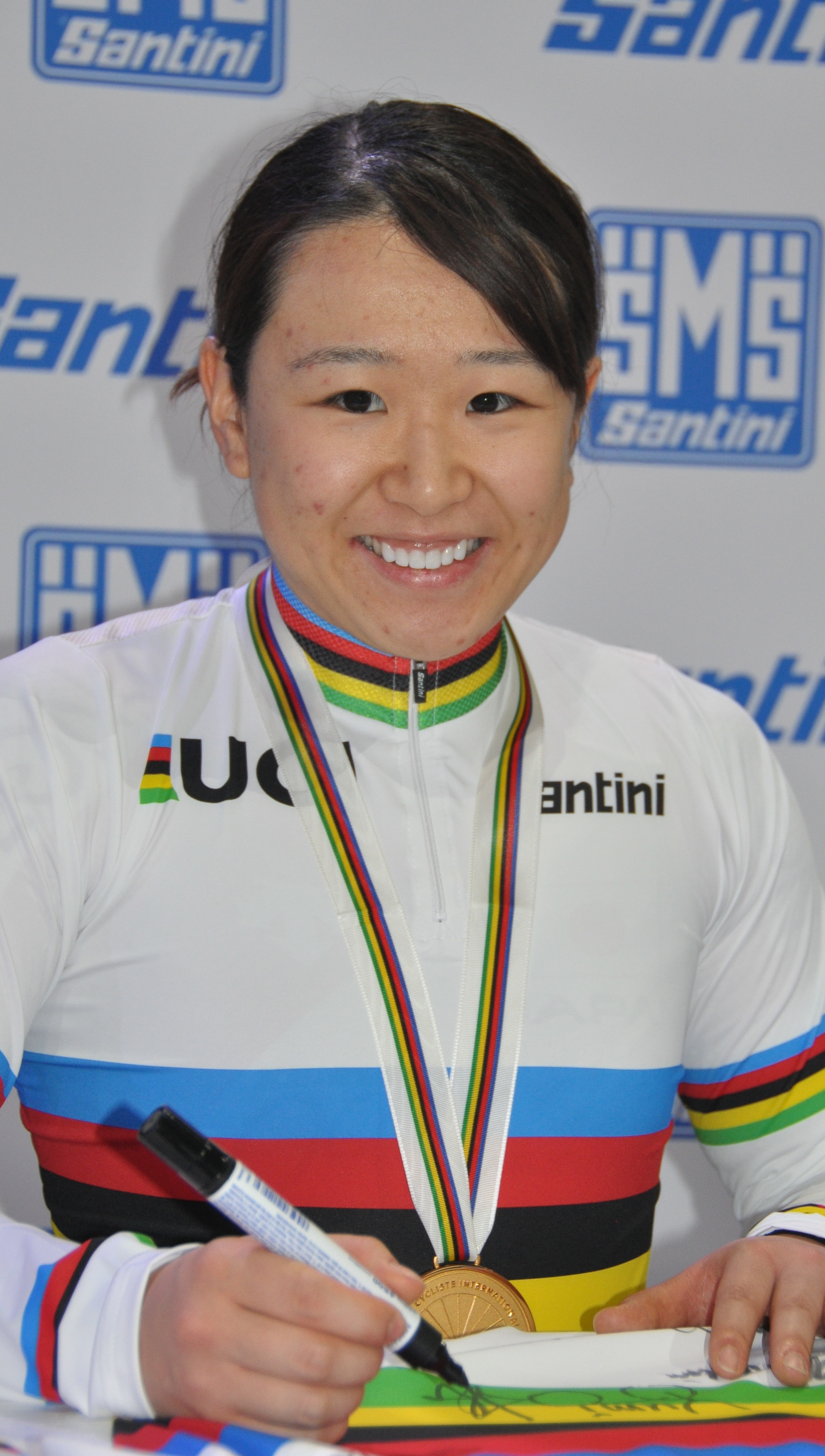
マイヨ・アルカンシエルを着る2020年世界選手権女子オムニアム優勝者、梶原悠未

スポーツの世界では、世界選手権自転車競技大会の優勝者だけが着ることを許される、1927年以来の伝統であるマイヨ・アルカンシエル（英語では「レインボージャージ」とも）にも「五つの大陸」を意味し、デザインとして虹があしらわれている。優勝者は生涯、ユニフォーム等の一部に虹色のデザインをあしらうことも認められる。
「平和の旗」としての虹の旗は、1960年代にイタリアで考案され、2003年のイラク戦争前後には世界各地で使われた。
直接民主主義の実現を目指すハンガリーのインターネット民主党(2004年 - 2010年)は虹をそのシンボルに採用していた。

### LGBTレインボーフラッグ登場・普及以後

レインボーフラッグ

虹はさまざまな色を含むが、そのすべてが太陽の白色光から分かれたものであり、各色の間に明確な境界を引くこともできない性質から、虹色の旗が「多様性」「共存」の象徴として、1978年にセクシュアリティの多様性と共存という意味合いからLGBTの象徴としても用いられるようになった。2000年代以降にはアメリカ合衆国外にも、この意味が普及した（レインボーフラッグ）。

## 虹を題材とした楽曲
- 1990年 - 童謡「にじ」作詞：新沢としひこ / 作曲：中川ひろたか